# Joseph Glæser
Joseph August Eduard Friedrich Glæser (født 25. november 1835 i Berlin, død 29. september 1891 i Hillerød) var en dansk organist og komponist. Han var søn af komponisten og kapelmesteren Franz Joseph Glæser.
Joseph Glæser kom med sin far til Danmark 1842. Han blev student i 1854 og begyndte efter faderens ønske på et juridisk studium, men stoppede og kastede sig over musikken i stedet. Han var startet allerede som 4-årig med klaverspil og havde senere fået teoriundervisning af sin far. Han levede i nogle år som musiklærer i København. I 1865 fik han Det anckerske Legat og drog på en studierejse til Wien og Paris, hvor han fik opført en koncertouverture.
Efter hjemkomsten blev han organist ved Frederiksborg Slotskirke (1866-1891) og virkede også som musiklærer og igangsætter af det lokale musikliv i Hillerød.
Glæser var meget produktiv som komponist. Der foreligger op mod 300 kompositioner fra hans hånd. De fleste af disse er dog sange (især fra årene 1866-1877) af hvilke mange dengang blev folkeeje, men ikke mere synges.

## Musik
- Høje Nord, Friheds Hjem (uropfort ved studentermøde i Kristiania 1869)
- duetter
- firstemmige mandssange
- en del salmemelodier
- et oratorium (1858)
- klaverstykker for 2 og 4 hænder
- Alle mulige Roller (skuespil 1857)
- Gildet paa Solhaug (skuespil 1861)
- En gammel Soldat (skuespil)
- Jægerne (skuespil 1860)
- et treakts-syngestykke
- Fjernt fra Danmark (ballet 1860)
- Droslen slog i Skov sin klare Trille (romance 1857)
- Velkommen lærkelil (sang)
- Sange på Wikisource